# Abul-Hasan Amiri
Abdul-Hasan Amiri (arapski: أبو الحسن محمد ابن يوسف العامري‎‎) je rođen 912. a umro 992., godine, bio je jedan od Farabijevih savremenika.

## Život i dela
Abul-Hasan Amiri je islamski filozof iz tog perioda čiji je najveći broj spisa do danas očuvan. Bibliografi prenose da je Amiri napisao oko 25 naslova, od kojih je šest dostupno i danas. Iako nam se Amirijeva dela nalaze nadohvat ruke, nažalost, mi ne posedujemo detaljne informacije o njegovom životu, kao što je slučaj sa mnogim drugim filozofima iz ovog perioda.
Amiri je sebe smatrao Kindijevim sledbenikom, što se da zaključiti ne samo čitanjem njegovih tekstova u kojima on blagonaklono piše o Kindiju i o njegovom učeniku, odnosno o svom učitelju Balhiju, nego i s obzirom na njegov poseban pristup naučnoj oblasti kojom se bavio. Amiri je vrlo često pisao kako se filozofska istraživanja podudaraju sa teološkim mišljenjima i kako te dve škole, to jest filozofska i teološka škola, mogu međusobno da se upotpunjuju na putu saznavanja istine.

## Literatura
- Halilović, T., Halilović, S. i Halilović, M. (2014), Kratka istorija islamske filozofije, Beograd, Centar za religijske nauke „Kom”, str. 43.